# Basilepta eakaoensis
Basilepta eakaoensis là một loài bọ cánh cứng trong họ Chrysomelidae. Loài này được Eroshkina miêu tả khoa học năm 1994.